# Бески, Констанцо Джузеппе
Констанцо Джузеппе Бески (итал. Constanzo Giuseppe Beschi), тамильское имя — Вирамамунивар (там. வீரமாமுனிவர்; 8 ноября 1680, Кастильоне-делле-Стивьере, Мантуя — 4 февраля 1747, Триссур) — итальянский иезуит, миссионер в Южной Индии, тамильский поэт.
Получил образование в мантуанской коллегии иезуитов, в 1698 вступил в орден. Обучался в Равенне и Болонье, откуда по собственной настойчивой просьбе был отправлен миссионером в Индию. Отплыв из Лиссабона, в 1710 Бески прибыл в Гоа. Оттуда он сразу же отправился на юг Индии, появившись в Мадурае в мае 1711.
В первые годы миссионерства Бески уделял особое внимание путешествиям по тамильским землям, изучая культуру и язык местного населения. Враждебность местных правителей мешала ему развернуть активную деятельность, поэтому он, в совершенстве овладев тамильским языком, решил интегрировать культуру тамилов в свою проповедь. Следуя тактике иезуитов в Китае, Бески стал носить одежду индусского аскета, ввёл характерно индийские элементы в украшения построенных им храмов. В сочетании с его личными качествами (особенно лёгкостью, с которой он выучил язык и освоил тамильские обычаи) это дало значительный результат: Бески приписывается крещение 12 тыс. человек. В 1740 году он поселился на Коромандельском берегу, где и умер.
Несмотря на своё иностранное происхождение, Констанцо Джузеппе Бески внёс огромный вклад в тамильскую культуру. Он составил первую тамильскую грамматику, несколько словарей (в том числе тамильско-латинский и тамильско-латинско-португальский), а в поэтическом творчестве проявил себя поэмой «Тембавани» («Неувядающий венок»), признанной классикой тамильской поэзии. Она представляет собой огромный (в 3615 строф) эпос, повествующий о жизни Христа в стилистике традиционных индийских поэм о Кришне. Также Бески расширил и представления европейцев о духовной культуре Индии, переведя на латынь священную книгу тамилов «Тируккурал».
В 1968 году в Мадрасе был поставлен памятник К. Дж. Бески.